# Lekkoatletyka na Letnich Igrzyskach Olimpijskich 1992 – dziesięciobój mężczyzn
Dziesięciobój mężczyzn podczas XXV Letnich Igrzysk Olimpijskich w Barcelonie rozegrano 5 i 6 sierpnia 1992 (finał) na Estadi Olímpic de Montjuïc. Zwycięzcą został reprezentant Czechosłowacji Robert Změlík.

## Rekordy
|                   | Zawodnik       | Narodowość      | Wynik       | Data                 | Miejsce     |
| ----------------- | -------------- | --------------- | ----------- | -------------------- | ----------- |
| Rekord świata     | Jürgen Hingsen | RFN             | 8832 (8798) | 9 czerwca 1984(dts)  | Mannheim    |
| Rekord świata     | Daley Thompson | Wielka Brytania | 8847 (8797) | 9 sierpnia 1984(dts) | Los Angeles |
| Rekord olimpijski | Daley Thompson | Wielka Brytania | 8847 (8797) | 9 sierpnia 1984(dts) | Los Angeles |

## Wyniki
| Poz. - pozycja |
| – rekord świata \| – rekord krajowy \| – rekord życiowy \| = – wyrównany rekord życiowy \| · – najlepszy wynik w sezonie \| = – wyrównany najlepszy wynik w sezonie \| – rekord olimpijski |
| Fn – falstart \| DNF – nie ukończył \| DNS – nie wystartował \| DSQ – zdyskwalifikowany |

| Poz. | Zawodnik               | Punkty | 100     | W dal   | Kula     | Wzwyż  | 400      | 110 ppł | Dysk    | Tyczka | Oszczep | 1500    |
| ---- | ---------------------- | ------ | ------- | ------- | -------- | ------ | -------- | ------- | ------- | ------ | ------- | ------- |
| 1.   | Robert Změlík          | 8611   | 10,78 s | 7,87 m  | 14,53 m  | 2,06 m | 48,65 s  | 13,95 s | 45,00 m | 5,10 m | 59,06 m | 4:27,21 |
| 2.   | Antonio Peñalver       | 8412   | 11,09 s | 7,54 m  | 16,50 m  | 2,06 m | 49,66 s  | 14,58 s | 49,68 m | 4,90 m | 58,64 m | 4:38,02 |
| 3.   | Dave Johnson           | 8309   | 11,16 s | 7,33 m  | 15,28 m  | 2,00 m | 49,76 s  | 14,76 s | 49,12 m | 5,10 m | 62,86 m | 4:36,63 |
| 4.   | Dezső Szabó            | 8199   | 11,09 s | 7,42 m  | 13,73 m  | 1,97 m | 48,246 s | 14,86 s | 39,22 m | 5,30 m | 59,14 m | 4:19,96 |
| 5.   | Rob Muzzio             | 8195   | 11,36 s | 6,94 m  | 16,02 m  | 2,00 m | 50,00 s  | 14,75 s | 50,74 m | 4,90 m | 61,64 m | 4:31,52 |
| 6.   | Paul Meier             | 8192   | 10,75 s | 7,54 m  | 15,34 m  | 2,15 m | 48,33 s  | 15,22 s | 42,14 m | 4,60 m | 55,44 m | 4:38,21 |
| 7.   | William Motti          | 8164   | 11,42 s | 7,13 m  | 15,44 m  | 2,12 m | 50,44 s  | 15,02 s | 50,58 m | 4,70 m | 67,50 m | 4:48,89 |
| 8.   | Ramil Ganijew          | 8160   | 10,97 s | 7,49w m | 14,35 m  | 2,12 m | 49,30 s  | 14,78 s | 45,08 m | 4,90 m | 54,70 m | 4:42,20 |
| 9.   | Sten Ekberg            | 8136   | 11,11 s | 7,02 m  | 14,32 m  | 2,03 m | 48,91 s  | 14,97 s | 45,76 m | 4,90 m | 62,22 m | 4:29,11 |
| 10.  | Sten Ekberg            | 8109   | 11,09 s | 7,02 m  | 15,48 m  | 2,00 m | 49,24 s  | 14,89 s | 48,34 m | 4,80 m | 61,36 m | 4:41,39 |
| 11.  | Gernot Kellermayr      | 8076   | 10,49 s | 7,53 m  | 14,56 m  | 1,91 m | 47,91 s  | 14,64 s | 45,06 m | 4,80 m | 53,74 m | 4:52,56 |
| 12.  | Wiktor Radczenko       | 8071   | 11,30 s | 7,33 m  | 15,21 m  | 1,97 m | 50,62 s  | 14,78 s | 44,84 m | 4,90 m | 62,56 m | 4:33,49 |
| 13.  | Frank Müller           | 8066   | 10,95 s | 7,25 m  | 13,552 m | 1,97 m | 47,98 s  | 14,51 s | 42,56 m | 4,60 m | 61,84 m | 4:29,19 |
| 14.  | Andrei Nazarov         | 8052   | 11,03 s | 7,13 m  | 13,11 m  | 2,09 m | 49,03 s  | 14,60 s | 44,58 m | 4,80 m | 54,56 m | 4:26,19 |
| 15.  | Alain Blondel          | 8031   | 11,31 s | 7,31 m  | 13,56 m  | 2,03 m | 49,19 s  | 14,50 s | 37,78 m | 5,10 m | 58,00 m | 4:23,82 |
| 16.  | Álvaro Burrell         | 7952   | 10,95 s | 7,56 m  | 14,41 m  | 2,03 m | 48,14 s  | 15,18 s | 43,52 m | 4,50 m | 45,66 m | 4:22,42 |
| 17.  | Thorsten Dauth         | 7951   | 10,80 s | 7,30 m  | 15,39 m  | 1,97 m | 48,33 s  | 14,76 s | 44,70 m | 4,50 m | 52,94 m | 4:44,91 |
| 18.  | David Bigham           | 7754   | 11,14 s | 7,26 m  | 12,56 m  | 1,94 m | 47,73 s  | 14,94 s | 37,42 m | 4,50 m | 60,52 m | 4:27,42 |
| 19.  | Dean Smith             | 7703   | 10,97 s | 7,43 m  | 13,67 m  | 1,91 m | 50,06 s  | 15,29 s | 42,54 m | 4,50 m | 60,52 m | 4:46,83 |
| 20.  | Sándor Munkácsy        | 7698   | 11,19 s | 7,28 m  | 12,56 m  | 1,91 m | 48,69 s  | 14,81 s | 41,22 m | 4,40 m | 52,90 m | 4:18,62 |
| 21.  | Beat Gähwiler          | 7676   | 11,56 s | 7,07 m  | 12,92 m  | 1,88 m | 50,08 s  | 15,17 s | 43,26 m | 4,60 m | 58,82 m | 4:12,07 |
| 22.  | Francisco Javier Benet | 7484   | 11,41 s | 6,94 m  | 12,99 m  | 1,91 m | 49,60 s  | 14,86 s | 40,10 m | 4,50 m | 59,68 m | 4:42,58 |
| 23.  | Alper Kasapoğlu        | 7205   | 11,40 s | 7,15 m  | 13,40 m  | 1,91 m | 51,54 s  | 15,42 s | 39,80 m | 4,50 m | 47,90 m | 4:45,77 |
| 24.  | Albert Miller          | 6971   | 11,40 s | 6,50 m  | 13,21 m  | 1,82 m | 50,76 s  | 15,08 s | 39,90 m | 3,80 m | 57,80 m | 4:48,81 |
| 25.  | Erich Momberger        | 6780   | 11,55 s | 6,33 m  | 13,57 m  | 1,88 m | 51,70 s  | 16,68 s | 39,52 m | 4,20 m | 52,24 m | 4:46,64 |
| 26.  | Homelo Vi              | 6768   | 11,14 s | 6,91 m  | 11,97 m  | 1,82 m | 51,45 s  | 15,70 s | 40,68 m | 4,00 m | 52,32 m | 5:17,57 |
| 27.  | Ibrahim Al-Matrooshi   | 6124   | 11,63 s | 6,37 m  | 8,62 m   | 1,91 m | 51,40 s  | 15,98 s | 24,58 m | 4,10 m | 46,06 m | 4:55,76 |
| 28.  | Jorge Flores           | 5746   | 11,75 s | 6,18 m  | 9,54 m   | 1,70 m | 54,81 s  | 16,20 s | 30,26 m | 4,00 m | 42,46 m | 5:04,10 |
| –    | Erki Nool              | DNF    | 11,08 s | 7,79 m  | 12,14 m  | 1,97 m | 49,76 s  | 15,95 s | 35,46 m | 5,00 m | NM      | DNS     |
| –    | Pedro da Silva         | DNF    | 11,21 s | 7,00 m  | 14,71 m  | 2,06 m | 49,55 s  | 14,70 s | NM      | DNS    | –       | –       |
| –    | Aric Long              | DNF    | 11,25 s | 7,21 m  | 14,00 m  | 2,18 m | 49.93    | DSQ     | 45,76 m | DNS    | –       | –       |
| –    | Mike Smith             | DNF    | 11,02 s | 6,83 m  | 15,03 m  | 2,00 m | 50,62 s  | 50,04 s | DNS     | –      | –       | –       |
| –    | Christian Plaziat      | DNF    | 10,70 s | 7,21 m  | 14,88 m  | 1,97 m | DNS      | –       | –       | –      | –       | –       |
| –    | Eduard Hämäläinen      | DNF    | 11,10 s | 7,15 m  | 14,78 m  | 2,00 m | DNS      | –       | –       | –      | –       | –       |
| –    | Petri Keskitalo        | DNF    | 11,24 s | 7,33 m  | 15,41 m  | NM     | DNS      | –       | –       | –      | –       | –       |
| –    | Simon Poelman          | DNF    | 12,22 s | DNS     | –        | –      | –        | –       | –       | –      | –       | –       |